# Nazionale maschile di pallacanestro delle Figi
La nazionale di pallacanestro delle Figi è la rappresentativa cestistica delle Figi ed è posta sotto l'egida della Federazione cestistica delle Figi.